# Арейтио, Маркель
Маркель Арейтио (исп. Markel Areitio; род. 7 сентября 1996 года, Юррета, Испания) — испанский футболист, выступающий на позиции голкипера.

## Клубная карьера
Арейтио является воспитанником «Атлетико Бильбао». После окончания академии не смог попасть в команду, перешёл в одну из резервных команд — «Басконию», где появлялся на поле раз от раза, но основным игроком не являлся, проведя за сезон 10 встреч. В сезоне 2015/2016 перешёл в ещё один баскский клуб — «Дуранго».
Летом 2016 года подписал контракт с «Эйбаром». Отправился в стан резервной команды — «Витории», однако уже в начале сезона был вызван в команду главную. 17 сентября 2016 года дебютировал в испанском чемпионате в поединке против «Севильи», выйдя на замену на добавленной третьей минуте к первому тайму вместо полевого игрока Бебе, так как основной голкипер Эйбара во встрече Йоэль получил прямую красную карточку.